# Sigismond Malatesta
Pour les articles homonymes, voir Malatesta.

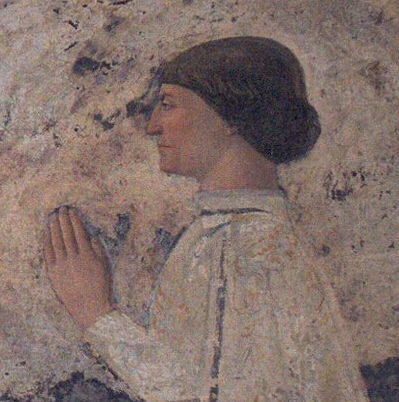
Sigismond Malatesta priant saint Sigismond
fresque de Piero della Francesca au Temple Malatesta de Rimini

Sigismond Malatesta ou Sigismondo Pandolfo Malatesta en italien (19 juin 1417 à Brescia – 7 octobre 1468 à Rimini), seigneur de Rimini, Fano et Cesena, est un condottière membre de la famille Malatesta, seigneurs de Rimini de 1295 à 1500. C'est un personnage fameux pour ses trahisons et sa provocation envers les mœurs de l'époque. Il était considéré par ses contemporains comme l'un des plus redoutables chefs militaires de son temps.

## Biographie

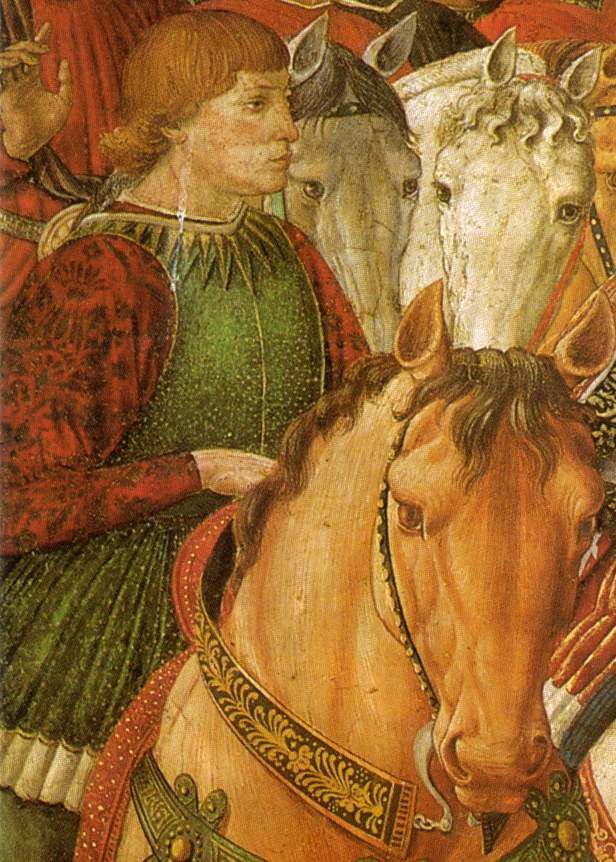
Portrait de Sigismond Malatesta par Benozzo Gozzoli.

Sigismondo Pandolfo Malatesta, fils illégitime de Pandolfo III Malatesta et d'Antonia de Barignano, naît à Brescia le 19 juin 1417.

### Jeunesse
En 1433, Sigismond Malatesta succède à son frère. Il est alors soumis, en théorie, à la régence d'Elisabeth Gonzague, mais il rassemble une troupe de partisans, se retire à Cesena et se proclame seul seigneur de Rimini. Le pape vénitien Eugène IV se hâte de confirmer ce titre. En septembre 1433, Sigismond et son frère Domenico dit Malatesta sont adoubés chevaliers de l'empereur Sigismond de Luxembourg, alors en visite à Rimini et en route vers Rome . Le 18 mars 1435, il jure fidélité au pape Eugène IV et, sous le titre de vicaire général de l'Église, contracte un engagement de six mois auprès du Saint-Siège, se voyant placé à la tête de 200 lances. Le 14 juillet 1436, flanqué de son frère Domenico Malatesta Novello, Sigismond occupe Forlì aux dépens du capitaine Antonio I Ordelaffi. Il s'engage ensuite auprès de la république de Venise pour laquelle il combat Niccolò Piccinino, un condottiere au service du duc de Milan. Son contrat avec les Vénitiens ayant expiré en 1438, il séjourne quelque temps à Rimini avant de reprendre les combats en Romagne et dans les Marches, au côté de Francesco Sforza. L'année suivante, il sert la ligue conclue entre Venise, Florence et le pape contre Milan. En 1440,  Niccolo Piccinino, capitaine général du duc de Milan, réplique en s'attaquant à ses terres. Sigismond et son frère en danger  ne peuvent que se soumettre à Philippe Marie Visconti et promettre de combattre pour lui. Sigismond ne respecte pas sa parole et change de camp .

### Au service de Milan
Sa première épouse, Ginevra d'Este, étant morte en 1440, Sigismond épouse le 29 avril 1442 Polyxène Sforza, la fille du comte Francesco Sforza, le condottiere le plus puissant d'Italie, auprès duquel il a pris du service en resserrant son alliance. Il obtient dans la dot de son épouse une partie de la condotta familiale, une troupe de 4 000 hommes bien entraînés au combat. Galeazzo Malatesta, qui a hérité de la seigneurie de Pesaro, s'allie, contre Sigismond, au comte Guidantonio d'Urbino qui lui envoie des troupes pour le protéger, mais le seigneur de Rimini préfère attaquer les terres d'Urbino. Frédéric de Montefeltro vient en aide à son père et une trêve est signée. En 1442-1443, Sigismond combat contre le pape et écrase Piccinino et Fréderic d'Urbino le 8 novembre 1443 lors de la bataille de Monteluro.
Sigismond souhaite alors s'emparer des villes de Pesaro et Fossombrone qui appartiennent à Galeazzo Malatesta. Mais ce dernier vend ces deux villes au comte Sforza, qui en investit son fils Alexandre. Pour se venger de son beau-père, Sigismond s'allie avec le duc de Milan et le roi de Naples, Alphonse d'Aragon, et soulève les Marches contre Francesco Sforza. En juillet 1445, Sforza envahit ses terres, mais Sigismond parvient à libérer sa seigneurie et remportent de grands succès, confortant ainsi sa réputation militaire dans toute l'Italie. Le pape Eugène IV le reçoit en vainqueur à Rome. En 1446, Philippe Marie Visconti, qui vient de subir une lourde défaite contre Venise, l'appelle à son secours. Eugène IV meurt en février 1447 et son successeur, Nicolas V, veut pacifier ses États. Cette guerre s'achève par une trêve en mars 1447, suivie d'une paix signée en mai entre Malatesta de Pesaro, Francesco Sforza et Sigismond .

### Chute
Philippe Marie Visconti meurt en 1448. Chaque puissance italienne cherche alors à s'attacher les services du meilleur condottiere. Sigismond négocie avec le roi de Naples et Venise, puis conclut une condotta avec Alphonse d'Aragon. Il attend en vain d'être payé et se retourne vers Florence dont il devient le condottiere aux côtés de son pire ennemi, Frédéric da Montefeltro. En 1449, la mort de sa femme Polissena le détache de ié ses liens avec Francesco Sforza. Il conclut une condotta avec Venise contre le prétendant au trône des Visconti, qu'il ne peut empêcher d'entrer dans Milan en février 1450. Francesco Sforza encourage Frédéric III de Montefeltro à reprendre les hostilités contre Sigismond. La même année, celui-ci a un nouvel ennemi après l'élection de Pie II sur le trône pontifical. Seuls la république de Venise et les Este de Ferrare demeurent ses alliés.
En 1456, il fiance sa fille Lucrezia à Albert, frère de Borso d'Este. Lui-même avait fait le choix de ne pas se remarier. Il vit avec sa maîtresse Isotta degli Atti avec qui il forme un couple courtois. Toujours en 1456, voulant rendre publique sa relation, il parvient à épouser celle qui est célébrée à l'envi par les artistes et les écrivains, sans célébration publique. Cela lui vaut d'être excommunié en 1460.
Avec la paix de Lodi de 1454 qui met fin aux hostilités en Italie, il perd une grande partie de ses ressources. Ses ennemis essaient alors de se débarrasser de lui définitivement. Il abandonne Alphonse d'Aragon et passe au service des Vénitiens. En représailles, Alphonse d'Aragon ravage l'État de Rimini, et s'empare de cinquante-sept châteaux. Sigismond obtient finalement une paix désavantageuse en 1459. A Noël 1460, Frédéric da Montefeltro et Alexandre Sforza se rendent à Rome où ils accusent solennellement Sigismond de meurtre. Il aurait empoisonné sa première femme, étranglé la seconde, commis l'inceste sur sa fille et violé le cadavre encore chaud d'une dame allemande tuée lors d'une rixe. Pie II reçoit aussitôt ces accusations auxquelles il ajoute la contrefaçon et la frappe illégale de monnaie, le blasphème et l'hérésie. Après un simulacre de procès au terme duquel tous les chefs d'accusation sont retenus, Sigismond est condamné, par contumace, à être brûlé vif pour hérésie. Le pape doit se contenter de faire brûler son effigie sur les marches de la basilique Saint-Pierre. Les sujets de Sigismond sont désormais affranchis de toute fidélité envers le condamné qui est privé de ses vicairies de Rimini, Fano et Cesena. L'interdit est jeté sur ses terres.
Sigismond attaque le pape, puis envahit les Abruzzes en 1461 en compagnie de Jean d'Anjou, prétendant au trône de Naples. Il est de nouveau défait, le 14 août 1462, aux portes de Sinigaglia dont il s'était pourtant emparé le 12 août. Il s'enfuit en bateau tandis que le duc d'Urbino envahit ses terres. Ce dernier lui enlève plusieurs villes et est sur le point de s'emparer de Rimini. Sigismond obtient la paix grâce à la médiation des Vénitiens en octobre 1463. Venise, les Este, Florence et Francesco Sforza, soucieux de l'équilibre des forces dans la région, enjoignent le pape de lui accorder son pardon. Sigismond doit confesser son hérésie devant l'autel de la cathédrale de Rimini, agenouillé et tourné vers ses sujets, au cours d'une cérémonie humiliante. Il perd toutes es possessions sauf Rimini.

### Orient
Réduit à un territoire minuscule, il demande du service aux Vénitiens pour combattre l'Empire ottoman. Ces derniers veulent sauver les lambeaux de leur empire colonial en Grèce. Sigismond, comme beaucoup de condottieres humanistes, rêve des richesses culturelles de l'Orient byzantin et succombe à la fascination exercée par  les Ottomans. Il se bat avec courage malgré son peu de motivation, participe à des opérations d'envergure dans un terrain hostile où la guérilla est permanente. Il est un jouet entre les mains des Vénitiens qui veulent pactiser avec le sultan pour sauvegarder leurs intérêts économiques, tout en faisant croire à un réel désir de défendre la chrétienté.
Le sultan Mehmet II s'empare de Patras et de Corinthe en 1458. Profitant de la mobilisation autour du projet de croisade pontificale, à la mort du pape en 1464, Venise cherche des condottieres pour mener une guerre défensive en Morée. Après les refus de Colleoni et de Fréderic III de Montefeltro, Sigismond accepte de partir pour se racheter une conduite auprès de la papauté et pour rétablir ses finances en péril. Les Vénitiens profitent de sa situation et son contrat de condotta est d'un montant peu élevé, 200 ducats par mois pendant deux ans. Il part avec 1 500 cavaliers et  600 servants, accompagné de Bertolo d'Este et sa troupe. Il réussit, pour un temps à s'emparer de Sparte, mais lorsque les combats s'éternisent autour de l'Hexamilion, apprenant que Rimini subit des attaques incessantes, il revient à Rimini en 1465 en emportant avec lui les restes du philosophe néoplatonicien Gemiste Plethon qu'il fait enterrer dans l'église San Francesco de Rimini, soulevant les protestations des religieux. Les Vénitiens l'accusent de lâcheté et il est convoqué à Rome par le nouveau pape Paul II qui lui est hostile. Il doit à nouveau s'humilier et supplier pour qu'on lui laisse Rimini. Il bénéficie in fine de l'indulgence du pape et du doge.
Il meurt dans sa ville le 22 octobre 1468.
Ses idées techniques ont été mises en forme par Roberto Valturio en 1472 dans son célèbre De re militari.

## Personnalité
Vis-à-vis de sa condotta, Malatesta maintient une discipline de fer qu'il s'applique à lui-même. Son autorité est naturelle. Son ardeur et son courage ne tournent jamais à l'impétuosité.

## Mariages et descendance
Pour consolider la vieille alliance des Malatesta avec les seigneurs de Ferrare, Sigismond épouse Ginevra d'Este en 1434 en grande pompe à Rimini, puis Polyxène Sforza, fille naturelle de Francesco Sforza de Milan, en 1442, qui lui donne deux enfants : Galèotto (1442), et Jeanne (1444), qui fut mariée à Jules César de Verano. Sigismond épouse en troisièmes noces Isotta degli Atti en 1456, qui lui a déjà donné quatre enfants : Robert (1447), Salluste, Victoire, et Robert (1450).
Il entretient une relation suivie avec sa maitresse officielle, Vanetta Toschi, noble dame de Fano qui lui donne au moins deux enfants, Roberto en 1442, juste après le mariage avec Polissena, et Comtessina en 1445, l'année qui précède sa rencontre avec Isotta degli Atti, qui remplace Vanetta auprès du prince. Vanetta Toschi et Isotta sont issues de bons lignages aristocratiques qui sont encouragées par leurs familles à partager les attentions du condottiere.
Maîtresse officielle, Vanetta et ses enfants s'installent à Rimini tandis qu'Isotta est reçue dans la maison de Polyxène. Cette dernière disparaît en 1449 lors d'une épidémie de peste. Sigismond reste alors célibataire et vit avec Isotta après avoir reconnu ses fils, Roberto, fils de Vanetta, et Malatesta, fils d'Isotta, qui est désigné légitime successeur par le pape en 1450.
Sigismond a d'autres enfants avec des maitresses oubliées. Isotta doit partager ses faveurs avec une certaine Alba. En 1454, elle devient la compagne officielle mais pas l'unique favorite. Vanetta Toschi habite au palais avec sa fille ; le jeune fils Roberto reste avec Isotta et le duc au Castel Sismondo. Les enfants et les héritiers désignés habitent chez l'oncle Carlo et sa femme Elisabeth Gonzague à Rimini, fratrie unie autour de leur tante qui disparaît en 1452.
Il épouse Isotta en 1456 notamment pour légitimer son fils contre Roberto le fils de Vanetta. L'impopularité d'Isotta et les pressions politiques poussent Salustio, un de ses fils, à rejoindre le clan de Roberto évincé pendant un temps mais nouveau seigneur. Une guerre de succession éclate en 1468 qui révèle l'importance de la mère, Sigismond ayant donné la vie à au moins dix enfants illégitimes. Il favorise finalement Roberto, né de Vanetta Toschi, sans négliger pour autant Sallustio et Valerio, nés d'Isotta.
Il conclut une alliance avec le seigneur d'Urbino Guidantonio en mariant son frère avec sa fille Violante.

## Un prince ingénieur militaire
Encore adolescent, Sigismond dessine les plans d'un château de bois remarquable pour festoyer lors de son mariage avec Ginevra d'Este.
Sigismond est un remarquable ingénieur militaire, habitué à réfléchir aux moyens de prendre une place forte. Il est considéré comme un expert en matière de fortification. Son règne correspond à l'avènement de l'artillerie. Les forteresses qu'il construit (comme la Forteresse de Fano ou la Forteresse de Cesena) durent s'adapter aux nouvelles conditions de la guerre, même si leur aspect général reste traditionnel : plans inclinés, usage de terre-pleins et de tours bastionnées polygonales. Son château préféré est celui de Rimini dont le chantier débute alors qu'il n'a que 20 ans et auquel il donne son nom de castel Sismondo.
L'amitié qu'il entretient avec le technicien Roberto Valturio qui demeure à Rimini lui fournit un avantage considérable sur ses rivaux. Valturio lui offre les plans de la forteresse de Rimini. Cette rocca malatestiana montre l'utilité des bastions avancés au-delà des remparts, pour contrer les tirs d'artillerie.

## Mécénat
Il protège les arts, employant Agostino di Duccio, Leone Battista Alberti et Piero della Francesca comme au Temple Malatesta qui contient les tombeaux des membres de la famille, dont celle d'Isotta degli Atti, sa troisième et dernière femme, dans la deuxième chapelle ; y figurent les armoiries des Malatesta : la Rose (amour des lettres et des arts), et l'Éléphant (férocité).
Le portrait de Sigismond Malatesta peint par Piero della Francesca s'inspire de la médaille dessinée par Pisanello en 1445. Il a probablement été invité à Rimini par l'intermédiaire de Borso d'Este, l'allié de Sigismond, pour lequel il réalise des fresques en 1450. Le condottiere apparait dans ce portrait en buste, de profil, sur un fond sombre. Les forts contrastes employés par le peintre lui donnent un aspect sculptural. Grâce à l'emploi d'une technique à l'huile, le visage est parfaitement modelé, tout comme le rendu du brocard. Le profil acéré du prince, son nez d'oiseau de proie et son attitude altière évoquent tout l'orgueil du personnage.
En outre, il rassemble une série de copistes qu'il paye grassement afin de former la Bibliotheca Malatestiana, à Rimini, qui lui permet d'étaler ses richesses et ainsi accroître son prestige.
Il fait rédiger les Rime par Francesco Palmario d'Ancône pendant sa déchéance programmée par Pie II après l'insuccès de la malheureuse expédition en Péloponnèse, pour adoucir les tourments de son épouse.
Appréciant l'apparat aristocratique et la tradition chevaleresque, il fait figurer ses armoiries sur les façades de ses châteaux et palais, ainsi que sur les tissus, tentures et manuscrits qu'il fait réaliser.

### Médailles
Sigismond Malatesta est avec les Este de Ferrare un des grands promoteurs de la médaille dans l'Italie du XVe siècle. Sa forme est héritée de l'Antiquité classique. Normalement en bronze, c'est un portrait en relief à double face aisément transportable. Elle est destinée à être montrée aux amateurs d'art de manière privée et intime, passée de main en main du prince à ses courtisans. Lionel d'Este, le beau-frère de Sigismond, est le premier à commander des médailles dans les années 1440. Mais Sigismond est très certainement le premier à comprendre pleinement le potentiel politique de ces images. Il commande à Pisanello ses premières médailles le figurant en guerrier armé, prêt pour la bataille, ou bien chevauchant devant un château conquis. Le revers de la médaille, gravé vers 1443 par Pisanello, le figure en pied, portant l'armure, la visière du casque baissée, près d'un arbre auquel son écu aux roses des Malatesta est pendu. Il a sans doute exigé cet usage héraldique qui est rare chez Pisanello. Deux ans plus tard, Pisanello réalise une autre médaille pour célébrer sa nomination comme capitaine général de l'armée pontificale. Sur son revers, Sigismond galope sur un destrier, brandissant son bâton de condottiere, dans un espace dominé par une forteresse conquise et portant ses armes.
Les quinze médailles qu'il commande ensuite se tournent vers une nouvelle thématique beaucoup moins acceptable par ses contemporains. Le revers de la médaille réalisée par son artiste de cour Matteo de' Pasti en 1446 figure le château de Rimini, terminé la même année, et est le premier à figurer un bâtiment isolé. Il est représenté sur la médaille comme une imposante forteresse, accompagnée de l'inscription: CASTELLUM SISMUMDUM ARIMENSE. Jusqu'à présent, les forteresses étaient placées sous l'invocation d'un saint comme saint Georges à Mantoue ou saint Michel à Ferrare, ou portaient le nom de la porte qu'elles protégeaient. Sigismond décide que le château doit porter son nom ce qui le fait accuser de tyrannie par ses ennemis.
Reprenant une tradition de l'Antiquité romaine, il fait placer des médailles dans les fondations et les murs de ses forteresses, leur conférant une fonction presque magique. Une vingtaine ont été retrouvées par les archéologues lors des fouilles du castello Sismondo et une quarantaine dans celle de l'église Saint François de Rimini.

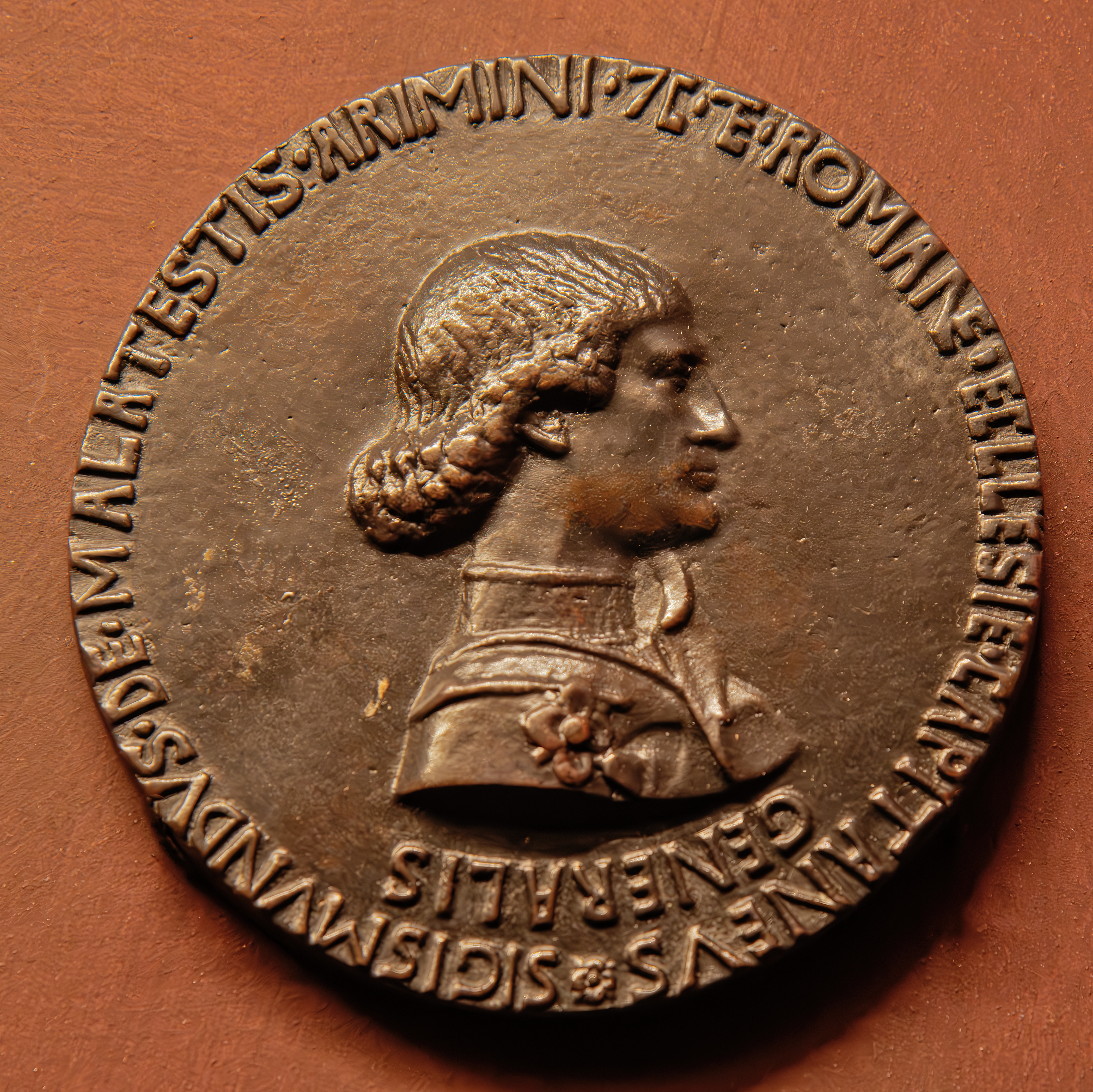
Première médaille de Sigismondo Malatesta 1445, Pisanello - Musée Correr
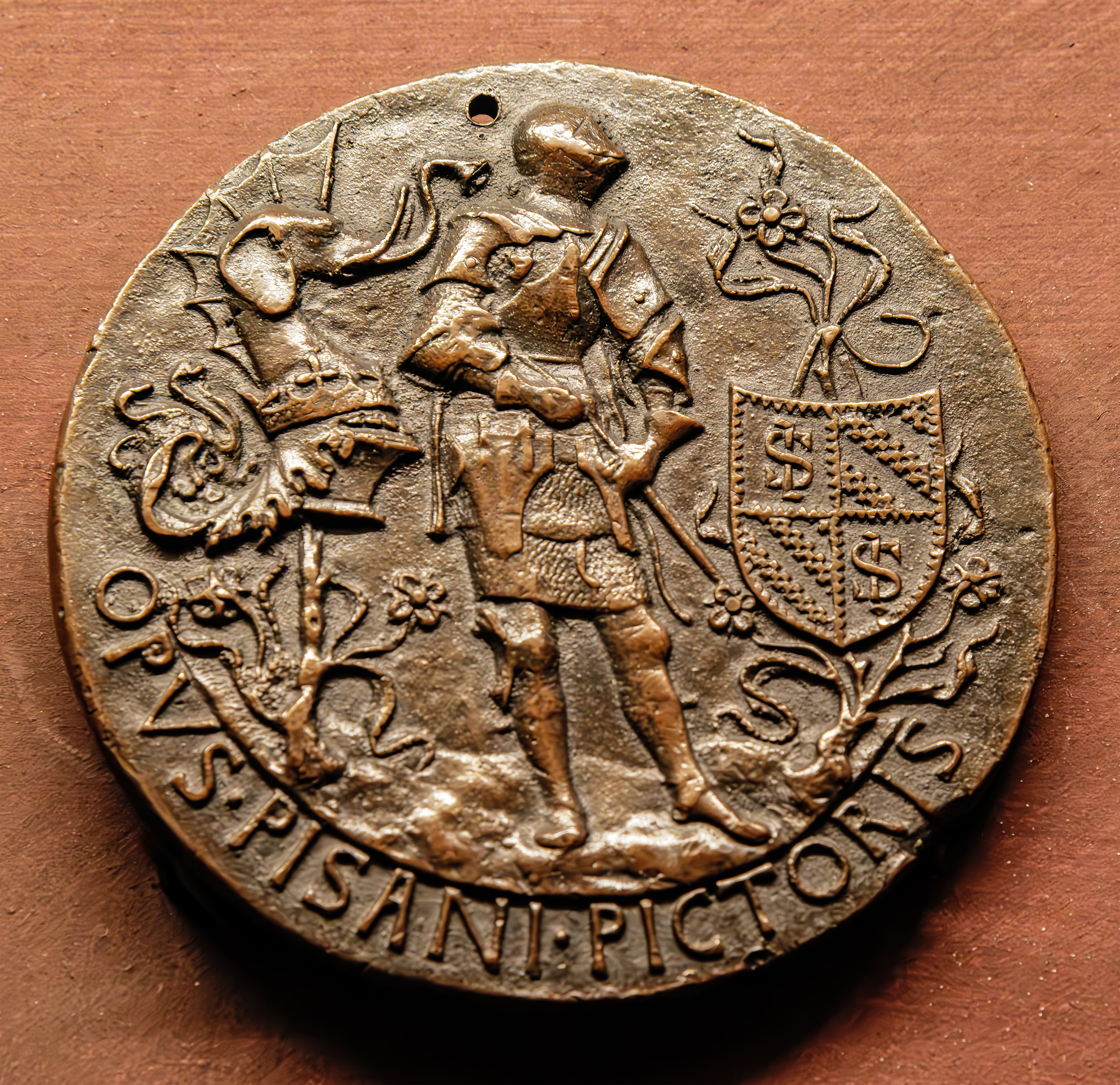
Sigismondo en armure, 1445, par Pisanello - Musée Correr

### Néoplatonisme
Le voyageur et archéologue Cyriaque d'Ancône qui a parcouru la Grèce et l'humaniste Francesco Filelfo, qui ont tous deux côtoyé Gemiste Pléton, chef de l'école de Mistra et représentant du néoplatonisme moderne, que Sigismond considère comme son maître à penser, fréquentent la cour de Rimini. Pléthon veut faire revivre la mythologie antique à l'intérieur de la religion chrétienne pour régénérer l'occident. La famille Malatesta entretient depuis longtemps des relations avec Sparte. Cléopé Malatesta a épousé le despote de Sparte, Théodore II le Porphyrogénète et, à sa mort, en 1433, Phléton prononça son discours funèbre sur le thème de l'immortalité. Sigismond l'a invité à plusieurs reprises à Rimini, sans succès. Lors de son expédition à Mistra contre les Turcs, il a l'occasion de rapporter sa dépouille à Rimini et de le fait enterrer dans un sarcophage placé dans une des niches latérales du temple Malatesta.

## Postérité
Le jugement des historiens est contrasté. On reconnaît qu'il se complaisait dans « le viol, l'adultère et l'inceste ». Ses abus sexuels s'étendaient à ses propres enfants dont il viola certains. Le grand biographe de la Renaissance italienne, Guichardin, le décrit comme un « ennemi de la paix et du bien-être ». Sigismond était pleinement conscient de ses péchés et s'en vanta même dans une série de sonnets érotiques dédiés à son épouse Isotta.
Sa pensée a longtemps été ignorée en raison de la légende noire brossée par Pie II. Les recherches les plus récentes montrent qu'il a agi selon ses idéaux et qu'il est resté populaire auprès de ses sujets jusqu'à la fin de son règne, sans pouvoir être chassé de Rimini par le pape.

## Dans la culture
En 1882, Charles Emile Yriarte lui consacre une nouvelle intitulée Un condottiere au XVe siècle. José-Maria de Heredia lui dédie également un poème : Médaille. En 1946, Henry de Montherlant, publie Malatesta, une pièce de théâtre, joué pour la première fois la même année et qui est l'une de ses œuvres les plus puissantes.